# Mokugyo
Le chinois : muyu  est un instrument de percussion en bois utilisé par les moines et les laïcs dans la tradition bouddhiste mahāyāna. Il est souvent utilisé lors de rituels impliquant habituellement la récitation des sutras , des mantras et des prières faites à Bouddha. Le muyu est principalement utilisé par les bouddhistes de Chine et dans les autres pays de l'Asie de l'Est où la pratique du mahayana est répandue. Dans la plupart des traditions zen du chán, il est utilisé pour chanter le nom d'Amitābha. Muyu est le produit de la fusion du taoïsme chinois et du bouddhisme.

## Mythologie
De nombreuses légendes tendent à prouver que le mokugyo est d'origine chinoise. Le moine Ryu Makimoto s'étant rendu en Inde pour acquérir des sutras se retrouva bloqué par un large fleuve en crue. Il ne semblait pas y avoir en cet endroit ni pont, ni bateau. Un gros poisson qui nageait dans le fleuve le fit grimper sur son dos afin qu'il puisse traverser la rivière. Ce poisson qui expiait une faute commise dans une vie antérieure humaine demanda au moine d’intercéder auprès de Bouddha pour qu'il trouve la voie du Bodhisattva.
Le moine acquiesça à sa demande et poursuivit sa quête pendant dix-sept ans. Après avoir reçu les Écritures, il revint en Chine, via la rivière qui à nouveau était en crue. Alors que le moine se souciait de la traversée, le poisson revint pour l'aider, et lui demanda s'il était intervenu auprès du Bouddha afin de lui transmettre sa demande. Le moine avait oublié cette requête aussi, à sa consternation, le poisson devint furieux et éclaboussa le moine en le plongeant dans la rivière. Un pêcheur qui passait le sauva de la noyade. Malheureusement, les sutras furent avalés par le poisson qui disparut dans les flots.
Le moine rentra chez lui rempli de colère et, dans sa rage, il créa une statuette à l'effigie du poisson afin de le punir. Pour se souvenir de cette mésaventure, il frappa régulièrement la tête du poisson avec un marteau en bois. À chaque fois qu'il frappait, le poisson ouvrait la bouche pour recracher des choses qu'il avait avalées. À la longue, au bout de quelques années, il recracha enfin les Écritures qu'il avait avalées lors des inondations.

## Description
L'instrument traditionnel mokugyo est creusé dans du bois similaire au camphrier. De forme arrondie, il est coiffé d'une crête qui donne un véritable son caverneux. La tonalité varie en fonction de la taille, du type de bois utilisé et de la profondeur de son bois. Le dessus de l'instrument est sculpté d'écailles et le manche est gravé par deux têtes de poisson qui embrassent une perle symbolisant l'unité. C'est la raison qui explique pourquoi l'instrument est appelé un poisson en bois. Dans le bouddhisme, le poisson symbolise la vigilance car il ne dort jamais. En conséquence, il est important de rappeler aux moines de se concentrer sur leur sutra. Souvent, le maillet utilisé pour frapper le poisson possède une pointe recouverte de caoutchouc destinée à donner un son sourd, mais qui reste clair[réf. nécessaire].
Le mokugyo est disponible en de nombreuses formes et tailles variant de 15 centimètres, pour un usage laïc, à 1,2 mètre pour les prêtres des temples. Dans les temples chinois, le mokugyo est souvent placé à gauche de l'autel, près d'un bol en forme de cloche, qui lui fait son pendant à percussion en métal. L'instrument est posé sur un petit coussin brodé pour qu'il ne soit pas abîmé quand il est utilisé ; en outre, cette attention particulière a pour but d'éviter les désagréables bruits des percussions.

## Utilisation
Le mokugyo est souvent utilisé pour les rites de mort et de résurrection. Pendant les funérailles, les gens peuvent marcher en procession tout en faisant sonner des poissons en bois à un rythme lent et uniforme. D'autres buts peuvent inclure des prières pour la pluie. Dans le confucianisme, le poisson en bois est frappé à des intervalles spécifiques pour indiquer certaines étapes des cérémonies au temple. Dans le bouddhisme, il est frappé lors des chants du nom de Bouddha. Le poisson en bois symbolise l'attention éveillée. Cela peut aussi symboliser la richesse et l'abondance.